# Micropanchax pelagicus
Micropanchax pelagicus là một loài cá trong họ Poeciliidae. Chúng được tìm thấy ở Cộng hòa Dân chủ Congo và Uganda. Môi trường sống tự nhiên của chúng là hồ nước ngọt.